# Aleksandr Shaparenko
Aleksandr Maksimovitch Shaparenko, (en ukrainien : Олекса́ндр Макси́мович Шапаре́нко) né le 16 février 1946 à Stepanivka en Ukraine, est un kayakiste ukrainien concourant pour l'URSS dont la carrière sportive s'étend des années 1960 à la fin des années 1970. 
Il a remporté trois médailles olympiques : l'or en K-2 1000 m à Mexico en 1968, l'or en K-1 1000 m à Munich en 1972 et l'argent en K-1 1000 m en 1968.
Shaparenko a également remporté 13 médailles aux Championnats du monde de canoë.